# Музей історії і культури Середнього Прикам'я
Музе́й істо́рії і культу́ри Сере́днього Прика́м'я — регіональний краєзнавчий музей, що знаходиться в місті Сарапулі, Республіки Удмуртія, Росія. Місто розташоване в Середньому Прикам'ї і відіграло значну роль у розвитку цілого регіону, саме тому тут і був створений даний музей.
Музей є найстарішим в Удмуртії, заснований згідно з рішенням Сарапульського повітового земства в 1909 році. На сьогодні він має унікальні та багаті фондові колекції, зібрані за столітню історію свого існування. Музей є переможцем регіональних та всеросійських конкурсів в області музейної діяльності. Проекти, розроблені музейними співробітниками, отримали фінансову підтримку фонду Сороса, конкурсів Приволзького федерального округа, відмічені дипломами окружних та російських конкурсів соціальних і культурних проектів, брали участь в міжнародному конкурсі в області музеєзнавства та відмічені музейним відомством Фінляндії. У 2008 році серед найкращих музейних установ включений у Федеральний реєстр «Всеросійська книга пошани». У 2009 році колектив музею був занесений в енциклопедію «Найкращі люди Росії».
Сама будівля музею являє собою пам'ятку архітектури республіканського значення, збудована в стилі модерн в 1914—1916 роках. Музей пропонує відвідувачам низку екскурсій та лекцій в музеї, а також туристичні екскурсії в місто та по річці Камі. Музейну діяльність проводять 51 співробітник, з яких 18 наукових. Музей має власну наукову бібліотеку, архів, реставраційні майстерні.
Музей має виставкові зали загальною площею 694 м², тимчасові виставки на площі 64 м², присадибний парк в 0,5 га. У фондах закладу містяться 206332 одиниці, з яких 143448 предметів основного фонду. Серед найцінніших предметів:
- колекція єгипетських древностей — 28 одиниць
- колекція ікон XVIII—XIX століть — 50 одиниць
- колекція археологічних розкопок Тарасовського могильника — 7760 одиниць
- колекція рідкісних комах, зібрана Л. К. Круликовським — 1387 одиниць

У підпорядкуванні музею знаходяться також Будинок-музей академіка М. В. Мельникова та художньо-виставковий комплекс «Дача Башеніна».